# トニ・フリッチュ
アントン・“トニ”・フリッチュ（Anton "Toni" Fritsch、1945年7月10日 - 2005年9月13日）は、オーストリア出身のサッカー選手およびアメリカンフットボール選手である。サッカーでのポジションはフォワード、アメリカンフットボールでのポジションはキッカー。

## 経歴

### サッカー
幼い頃からサッカーを始め、13歳で名門SKラピード・ウィーンに加わった。それから6シーズン後にトップチームに加わり、1964年秋にプロの試合に初出場した。SKラピード・ウィーンでは通算123試合出場、15ゴールを記録。彼とチームは2回のオーストリア・ブンデスリーガ優勝（1967-68、1968-69）、3回のオーストリア・カップ優勝（1964、1967、1968）を経験した。彼は小柄だがとても速いストライカーと評された。
オーストリア代表としては9試合に出場した。1965年10月20日にロンドンのウェンブリー・スタジアムで行なわれた、オーストリアが3-2でイングランドを破った試合で、彼は2ゴールを挙げたことによって「ウェンブリー・トニ」の渾名をつけられた。これは大陸のチームがイングランドをホームで破った3度目のことだった（1953年のハンガリー、1959年のスウェーデンに次ぐ）。

### アメリカンフットボール
1971年、NFL・ダラス・カウボーイズのスタッフは高いキック力を持つサッカー選手を探すためにヨーロッパに向かった。最初に訪れた都市ウィーンで、最初に接触した選手がフリッチュだった。フリッチュはまったく英語を話せなかったが、このオファーを受け入れ、プレースキッカーとしてダラス・カウボーイズに加わった。これまでのストレートスタイルのキッカーに対して彼はチーム初のサッカースタイルキッカーとなった。
1972年に彼とチームは第6回スーパーボウルに勝った。現在も彼はオーストリア人で唯一のスーパーボウル優勝経験者である。カウボーイズで3シーズンプレーした後、1974年にエフレン・ヘレーラにポジションを奪われたがヘレーラが負傷した1975年にチームに復帰、この年プロボウルにも選出された。
1976年にサンディエゴ・チャージャーズに移籍、その後はヒューストン・オイラーズ、ニューオーリンズ・セインツ、そしてUSFLのヒューストン・ギャンブラーズを渡り歩いた。1980年にはプロボウルに選出された。
NFLでの11年間で、通算125試合に出場して758ポイント（うち317はダラス時代）を挙げた。彼が保有していたプレーオフゲームでの13試合連続フィールドゴールというNFL記録は、2007年1月13日にアダム・ビナティエリによって破られた。

### 引退後
引退後も自宅のあるヒューストンで余生を過ごした。1992-93シーズンには古巣のSKラピード・ウィーンで1年働いた。2005年9月13日、ウィーンにて心臓麻痺で死去した。

## 所属クラブ

### サッカー
- 1964-1971 SKラピード・ウィーン（オーストリア）

### アメリカンフットボール
- 1971-1976 ダラス・カウボーイズ（NFL）
- 1976-1977 サンディエゴ・チャージャーズ（NFL）
- 1977-1982 ヒューストン・オイラーズ（NFL）
- 1982-1984 ニューオーリンズ・セインツ（NFL）
- 1984-1985 ヒューストン・ギャンブラーズ（英語版）（USFL）